# Стоборашти (Олт)
Стоборашти (рум. Stoborăști) насеље је у Румунији у округу Олт у општини Туфени. Oпштина се налази на надморској висини од 131 m.

## Становништво
Према подацима из 2002. године у насељу је живело 707 становника, од којих су сви румунске националности.